# Tomba d'Amarna 22
La tomba de l'antic Egipte coneguda com la Tomba d'Amarna 22, es troba en el grup de tombes conegudes col·lectivament com les Tombes Sud, prop de la ciutat d'Amarna, a Egipte.
No es coneix el propietari d'aquesta tomba i no està finalitzada.